# Вдовин, Пётр Фёдорович
Пётр Фёдорович Вдовин (1900— 30 апреля 1981) — советский работник сельского хозяйства, тракторист, старший механик Пермской МТС, Герой Социалистического Труда (1948).

## Биография
Родился в 1900 году в деревне Бушуево Российской империи, ныне Очерского района Пермского края.
Участник Гражданской войны. В годы коллективизации окончил курсы трактористов. Когда в Молотовской области была создана перва машинно-тракторная станция (в селе Тойкино ныне Большесосновского района), оснащенная отечественными и импортными тракторами, доставленных в Прикамье американским обществом «Друзья Советской России», Пётр увлекся техникой, многому обучился сам. Вдовину достался «Фордзон» отечественного производства. В 1932—1959 годах, до выхода на пенсию, Пётр Фёдорович работал механиком и старшим механиком Пермской МТС.
Призывался на Великую Отечественную войну.
Умер 30 апреля 1981 года.
В ГКБУ «Государственный архив Пермского края» имеются документы, относящиеся к П. Ф. Вдовину.

## Награды
- Указом Президиума Верховного Совета СССР от 19 марта 1948 года Вдовину Пётру Фёдоровичу было присвоено звание Героя Социалистического Труда с вручением ордена Ленина и золотой медали «Серп и Молот».[5]
- Также был награждён орденом Трудового Красного Знамени и медалями.